# Userkaf
Userkaf (conocido en griego antiguo como Userjeres (Οὐσερχέρης)), fue un faraón del Antiguo Egipto y fundador de la Quinta Dinastía de Egipto. Reinó durante siete u ocho años a inicios del siglo XXV a. C., en el periodo del Imperio Antiguo. Probablemente pertenecía a una rama de la familia real de la Cuarta Dinastía, aunque su ascendencia exacta es incierta; podría haber sido hijo de Jentkaus I. Tuvo al menos una hija y, muy probablemente, un hijo, Sahura, quien lo sucedió como faraón, fruto de su matrimonio con su consorte Neferhetepes.
El reinado de Userkaf marcó el ascenso del culto a Ra, quien se convirtió en el dios estatal de Egipto durante la Quinta Dinastía. Userkaf pudo haber sido sumo sacerdote de Ra antes de ascender al trono y construyó un templo solar, conocido como el Nekhenre, entre Abusir y Abu Gurab. Con esto, estableció una tradición que sus sucesores mantuvieron durante unos 80 años. El Nekhenre funcionaba principalmente como un templo mortuorio para el sol poniente, y los ritos que se realizaban en él se centraban en la función creadora de Ra y su papel como padre del rey. Este enfoque, junto con la reducción en el tamaño del complejo mortuorio real, sugiere una separación más concreta entre el dios solar y el rey en comparación con las dinastías anteriores. Tras la muerte de Userkaf, su templo pasó por cuatro fases de construcción, durante las cuales se le añadió un gran obelisco.
Construyó una pirámide en Saqqara, cerca de la de Djoser, lo que obligó a los arquitectos a colocar el templo mortuorio asociado en una posición inusual, al sur de la pirámide. Esta pirámide era mucho más pequeña que las construidas durante la Cuarta Dinastía, pero el complejo mortuorio estaba lujosamente decorado con finos relieves pintados. Además de su propia pirámide y templo, edificó una pirámide menor cerca de la suya para una de sus reinas, probablemente Neferhetepes. Aunque, como otros reyes de la Quinta Dinastía, lo veneraron mediante un culto funerario tras su muerte, este tuvo poca relevancia y lo abandonaron al final de la dinastía. Se sabe poco de sus actividades más allá de la construcción de su pirámide y su templo solar. Los anales reales del Imperio Antiguo registran ofrendas de cerveza, pan y tierras a diversos dioses, algunas de las cuales podrían corresponder a proyectos edificatorios realizados bajo su patrocinio, incluido el templo de Montu en El-Tod, donde es el faraón más antiguo documentado.

## Familia

### Padres y consorte
La identidad de los padres de Userkaf es incierta, pero sin duda tenía conexiones familiares con los gobernantes de la anterior Cuarta Dinastía. El egiptólogo Miroslav Verner sugiere que fue hijo de Menkaura con una de sus reinas secundarias y posiblemente hermano de sangre de su predecesor, Shepseskaf, último rey de dicha dinastía.
Por otro lado, Nicolas Grimal, Peter Clayton y Michael Rice proponen que era hijo de una Neferhetepes, a quien Grimal, Giovanna Magi y Rice identifican como hija de Dyedefra y Hetepheres II. En esta hipótesis, el esposo de Neferhetepes es desconocido, aunque Grimal especula que podría haber sido el «sacerdote de Ra, señor de Sakhebu», mencionado en el papiro Westcar. Aidan Dodson y Dyan Hilton plantean que Neferhetepes fue enterrada en la pirámide adyacente a la de Userkaf, la cual se cree que pertenecía a una mujer del mismo nombre.

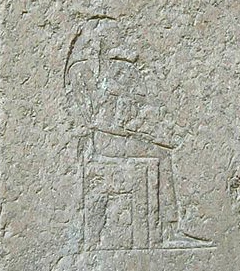
Retrato de Jentkaus I desde su tumba

La ubicación de la pirámide atribuida a Neferhetepes sugiere fuertemente que podría haber sido la esposa de Userkaf. De ser así, sería identificada como la Neferhetepes que aparece como madre de Sahura, sucesor y probable hijo de Userkaf. Un relieve del camino procesional de Sahura representa al rey junto a su reina y a su madre, identificada como una Neferhetepes, lo que refuerza la posibilidad de que ella fuera la consorte. Jaromír Malek, al igual que Grimal, la considera hija de Dyedefra y Hetepheres II. Siguiendo esta hipótesis, Mark Lehner sugiere que la madre de Userkaf podría haber sido Jentkaus I, una idea compartida por Arielle Kozloff.

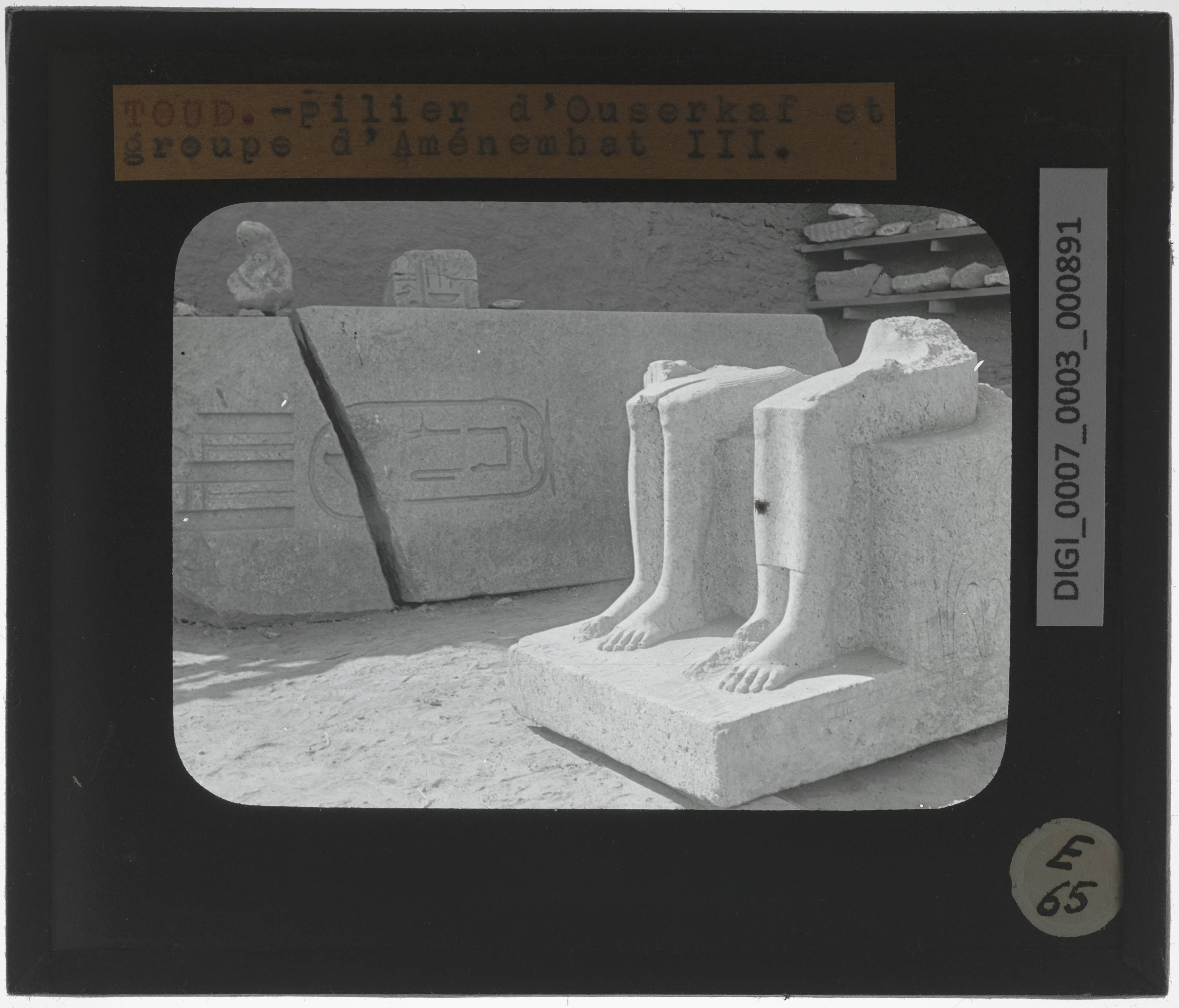
Columna de Userkaf encontrada en el templo de Montu, El-Tod

Por otro lado, Dodson y Hilton argumentan que Neferhetepes no tiene el título de «esposa del rey» en los documentos relacionados con su culto mortuorio, aunque señalan que esta ausencia no es concluyente. Proponen que la reina de Userkaf pudo haber sido Jentkaus I, hipótesis que también apoya Selim Hassan. Clayton, Rosalie y Anthony David coinciden, sugiriendo además que Jentkaus I era hija de Menkaura. Bernhard Grdseloff plantea que Userkaf, como descendiente de Dyedefra, pudo haber contraído matrimonio con una mujer de la línea real principal —la de Jafra y Menkaura— para unificar dos facciones rivales de la familia real y resolver posibles conflictos dinásticos.
Alternativamente, Userkaf pudo haber sido sumo sacerdote de Ra antes de ascender al trono, lo que le habría dado la influencia necesaria para casarse con la viuda de Shepseskaf, identificada como Jentkaus I.

### Hijos
Muchos egiptólogos, entre ellos Miroslav Verner, Zahi Hawass, Rosalie David y Darrell Baker, consideran que Sahura fue hijo de Userkaf, en lugar de su hermano, como sugiere el papiro Westcar. La principal evidencia es un relieve que muestra a Sahura junto a su madre, Neferhetepes, nombre que también corresponde a la reina asociada con la pirámide adyacente a la de Userkaf. Otro argumento que respalda esta relación filial es la cercanía entre la pirámide de Sahura y el templo solar de Userkaf. Además de Sahura, no se han identificado otros hijos de Userkaf, excepto una hija llamada Jamat, mencionada en inscripciones halladas en la mastaba de Ptahshepses.

## Reinado

### Duración

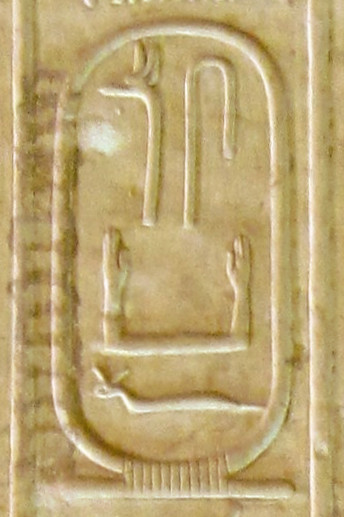
Cartucho de Userkaf en la lista real de Abydos

No se conoce la duración exacta del reinado de Userkaf. Según la evidencia histórica y arqueológica, los egiptólogos coinciden en que gobernó durante siete u ocho años al inicio de la Quinta Dinastía de Egipto. Primero, un análisis de los anales reales del Imperio Antiguo, casi contemporáneos, muestra que su reinado aparece registrado en ocho compartimentos, lo que corresponde al menos a siete años completos, pero no mucho más. El año más reciente que aparece en los anales corresponde a su tercer conteo de ganado, que evaluaba la cantidad de impuestos a recaudar de la población. Este evento importante probablemente ocurrió cada dos años durante el Imperio Antiguo, por lo que el tercer conteo de ganado representa el sexto año de su reinado. Este conteo también aparece en una inscripción de albañiles hallada en una piedra del templo solar de Userkaf. Segundo, el Canon Real de Turín, un documento copiado durante el reinado de Ramsés II a partir de fuentes más antiguas, le asigna un reinado de siete años en la tercera columna, fila 17. Tercero, se han encontrado pocos artefactos pequeños con el nombre de Userkaf, lo que refleja un reinado breve. Estos incluyen un frasco de diorita con montura de oro, un peso de piedra de cinco debenes y un sello cilíndrico de piedra de Elefantina, que ahora se encuentran en el Museo Metropolitano de Arte. También hay un sello cilíndrico de marfil en el Museo Británico y otro sello en el Museo Bulaq.
La única fuente histórica que favorece un reinado más largo proviene de la Aegyptiaca (Αἰγυπτιακά), una historia de Egipto escrita en el siglo III a. C. durante el reinado de Ptolomeo II (283–246 a. C.) por Manetón. No se han conservado copias de la Aegyptiaca, y solo se conoce a través de escritos posteriores de Sexto Julio Africano y Eusebio. Según el erudito bizantino Jorge Sincelo, Africano escribió que la Aegyptiaca menciona la sucesión: «Usercherês → Sephrês → Nefercherês» al inicio de la Quinta Dinastía. Usercherês, Sephrês y Nefercherês probablemente correspondan a las formas helenizadas de Userkaf, Sahura y Neferirkara, respectivamente. En particular, la reconstrucción de Manetón sobre la Quinta Dinastía coincide con las listas real de Abidos y Saqqara, escritas durante los reinados de Seti I y Ramsés II, respectivamente. En contraste con el Canon de Turín, el informe de Africano sobre la Aegyptiaca le atribuye a Userkaf un reinado de 28 años, mucho más largo que el consenso moderno.

### Fundador de la Quinta Dinastía

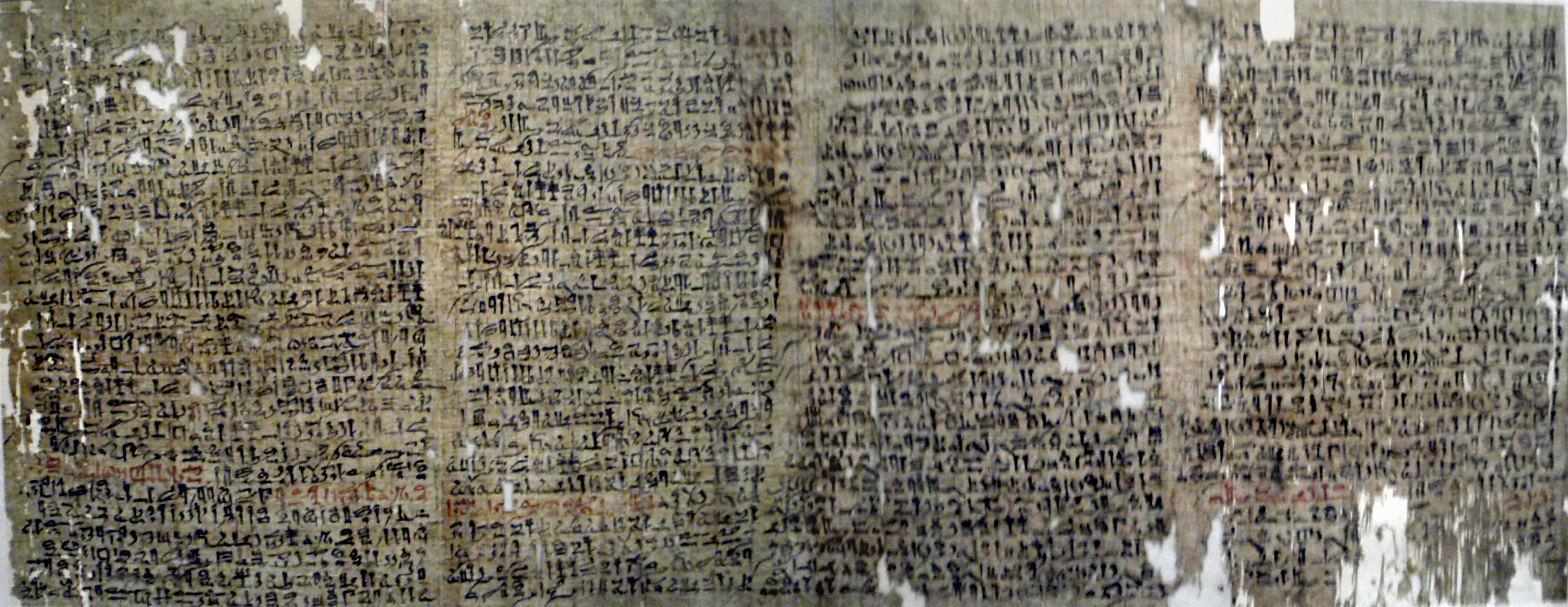
El papiro Westcar, expuesto en el Museo Ägyptisches, data de la XVII Dinastía, pero su historia posiblemente se escribió por primera vez durante la XII Dinastía.

La división de los reyes del antiguo Egipto en dinastías es una invención de la Aegyptiaca de Manetón, diseñada para ajustarse mejor a las expectativas de los patronos de Manetón, los gobernantes griegos del Egipto ptolemaico. Sin embargo, es posible que los antiguos egipcios reconocieran una distinción entre la Cuarta y la Quinta Dinastía, como se registra en una tradición mucho más antigua encontrada en el relato del papiro Westcar. En esta historia, el rey Keops de la Cuarta Dinastía recibe la profecía de que su linaje terminará y una nueva dinastía surgirá con el ascenso al trono de tres hermanos, hijos de Ra. Este relato se remonta a la Dinastía XVII o posiblemente a la XII.
Más allá de esta evidencia histórica, la división entre ambas dinastías parece reflejar cambios reales que ocurrieron en ese tiempo, especialmente en la religión egipcia y en el papel del rey. La primacía de Ra sobre el resto del panteón egipcio, junto con la mayor devoción real hacia él, convirtió a Ra en una especie de dios estatal. Esto representaba una novedad en comparación con la Cuarta Dinastía, cuando se daba más énfasis a los entierros reales.
Se desconoce la posición de Userkaf antes de ascender al trono. Grimal sugiere que pudo haber sido un sumo sacerdote de Ra en Heliópolis o Sakhebu, un centro de culto a Ra mencionado en el papiro Westcar. La hipótesis de una conexión entre los orígenes de la Quinta Dinastía y Sakhebu la propuso inicialmente el egiptólogo Flinders Petrie, quien observó que en los jeroglíficos egipcios el nombre de Sakhebu se asemeja al de Elefantina, la ciudad que Manetón identifica como la cuna de la Quinta Dinastía. Según Petrie, plantear que el papiro Westcar registra una tradición que recuerda los orígenes de la Quinta Dinastía podría explicar los registros de Manetón, especialmente dado que, de otro modo, no existe una conexión particular entre Elefantina y los faraones de la Quinta Dinastía.

### Actividades en Egipto

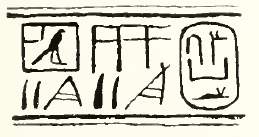
Sello cilíndrico de Userkaf que dice «Userkaf amado de los dioses, amado de Hathor». (Note: El sello estuvo en el Museo Británico a finales del siglo XIX, se desconoce su ubicación actual.})

Más allá de la construcción de su complejo funerario y su templo solar, se sabe poco sobre Userkaf. Malek sugiere que su breve reinado podría indicar que ya era anciano cuando asumió el trono. Verner considera que su gobierno es significativo porque marca el apogeo del culto solar, ya que a partir de su reinado el título faraónico «Hijo de Ra» se volvió sistemático.
En el Alto Egipto, Userkaf ordenó o amplió el templo de Montu en Tod, donde es el faraón más antiguo atestiguado. Debido a las alteraciones estructurales realizadas especialmente durante el Imperio Medio, el Imperio Nuevo y el período ptolemaico, poco ha sobrevivido del templo original de Userkaf. Este consistía en una pequeña capilla de ladrillo de adobe que incluía un pilar de granito inscrito con su nombre.
Se pueden inferir más actividades domésticas a partir de los anales del Imperio Antiguo, escritos durante los reinados de Neferirkara o Nyuserra. Estos registran que Userkaf hizo donaciones para los dioses de Heliópolis en el segundo y sexto año de su reinado, así como para los dioses de Buto en su sexto año. Es probable que estas donaciones estuvieran destinadas a proyectos de construcción en su nombre. Además, los anales mencionan una donación de tierras a Horus en el sexto año de su reinado, específicamente para construir un templo dedicado a este dios.
Otros dioses que Userkaf honró incluyen a Ra y Hathor, quienes recibieron donaciones de tierras, así como a Nejbet, Uadyet, los «dioses del palacio divino del Alto Egipto» y los «dioses de la finca Djebaty», quienes recibieron pan, cerveza y tierras. Un texto fragmentario en los anales sugiere que Min también podría haber recibido donaciones de Userkaf. Además, un decreto real encontrado en la mastaba del funcionario Nykaankh, enterrado en Tihna al-Jabal, documenta que Userkaf donó y reformó varias fincas reales para el mantenimiento del culto de Hathor y designó a Nykaankh como sacerdote de este culto.
Las excavaciones del templo piramidal de Amenemhat I en Lisht revelaron un bloque decorado con un relieve que muestra la titulatura de Userkaf. Este bloque, reutilizado como material de construcción, menciona un viaje del rey al templo de Bastet en una embarcación llamada «Aquel que controla a los súbditos [...]».
Aunque Userkaf eligió Saqqara para construir su complejo piramidal, los funcionarios de su tiempo, incluido el visir Seshathotep Heti, continuaron construyendo sus tumbas en la necrópolis de Guiza.

### Comercio y actividades militares

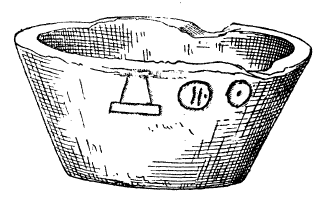
Vasija de piedra de Citera que lleva el nombre del templo solar de Userkaf.

Durante el reinado de Userkaf, es probable que se iniciara el comercio directo entre Egipto y sus vecinos del Egeo. Así lo sugieren varios relieves de su templo funerario, donde aparecen barcos que podrían formar parte de una expedición marítima. Además, en la isla griega de Citera se descubrió un vaso de piedra con el nombre del templo solar de Userkaf, el cual constituye el vestigio más antiguo de intercambios comerciales entre Egipto y el mundo egeo. Estos contactos no fueron aislados, ya que hallazgos en Anatolia —correspondientes a los reinados de Menkauhor y Dyedkara Isesi— confirman que los vínculos perduraron a lo largo de la Quinta Dinastía.
Al sur de Egipto, llevó a cabo una expedición militar en Nubia. Según los anales del Imperio Antiguo, también recibió tributo de una región —posiblemente el desierto Oriental o Canaán— que incluía a un jefe y 70 extranjeros (probablemente mujeres), además de 303 «rebeldes pacificados» destinados a trabajar en la pirámide del faraón. Es probable que estos últimos fueran prisioneros de otra campaña militar al este de Egipto, o bien exiliados por rebeliones previas al segundo año de reinado de Userkaf, que ahora buscaban reintegrarse en la sociedad egipcia. El egiptólogo Hartwig Altenmüller sugiere que su castigo podría estar vinculado a luchas dinásticas tras el colapso de la Cuarta Dinastía. Por último, los relieves del templo funerario de Userkaf muestran una victoria militar contra beduinos asiáticos —donde el faraón aparece aplastándolos—, así como una expedición naval.

### Estatuaria

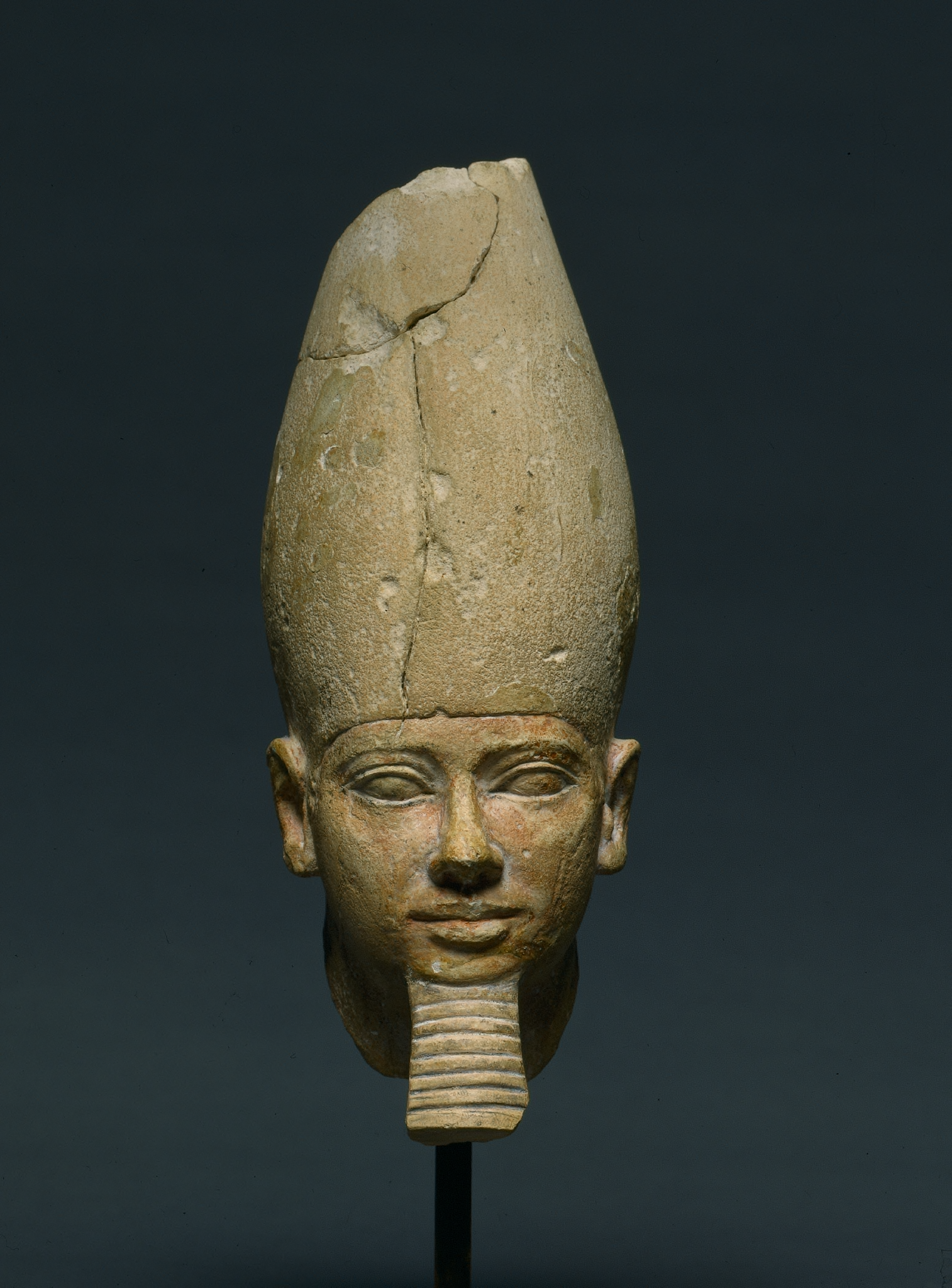
Egipto, Imperio Antiguo, Quinta Dinastía, reinado de Userkaf - Cabeza del rey Userkaf - 1979.2 - Museo de Arte de Cleveland.

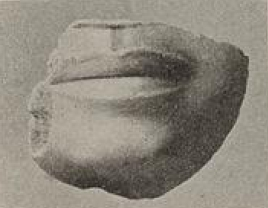
Fragmento de una estatua de alabastro de Userkaf de su templo del sol, ahora en el Museo Egipcio de Berlín.

Se han descubierto varias estatuas fragmentarias de Userkaf. Entre ellas destaca un busto de la diosa Neit con los rasgos del faraón, hallado en su templo solar de Abusir y que actualmente se exhibe en el Museo Egipcio. Esta cabeza de Userkaf, esculpida en grauvaca y de 45 cm de altura, reviste especial importancia: es una de las pocas esculturas de bulto redondo del Imperio Antiguo que representa al monarca usando la corona Deshret del Bajo Egipto. Fue descubierta en 1957 durante una excavación conjunta de los institutos alemán y suizo de El Cairo. Otra posible representación de Userkaf —esta vez con la corona Hedjet del Alto Egipto y tallada en piedra caliza pintada— se conserva en el Museo de Arte de Cleveland.
En el patio del templo de su complejo funerario en Saqqara, Cecil Mallaby Firth descubrió en 1928 una imponente cabeza de esfinge de Userkaf —hoy exhibida en el Museo Egipcio—. Tallada en granito rosa de Asuán y de proporciones colosales (superiores a las humanas), la escultura muestra al faraón con el nemes sobre la cabeza y una cobra en la frente. Se trata de la cabeza real más grande conservada del Imperio Antiguo —después de la Gran Esfinge de Guiza— y la única estatua colosal de un monarca de este período. En el mismo yacimiento aparecieron numerosos fragmentos de otras estatuas del rey, todas labradas en diorita, pizarra y granito (ninguna en piedra caliza), algunas con los cartuchos y el nombre de Horus de Userkaf.
Kozloff destaca que las representaciones de Userkaf muestran rasgos notablemente juveniles. De ser fieles a su edad real, el faraón habría ascendido al trono siendo adolescente y muerto hacia los veinte años.

## Templo solar

Disposición del templo solar de Userkaf después de su finalización por Sahura o Neferirkara Kakai: 1. obelisco, 2. pedestal del obelisco, 3. santuarios de estatuas, 4. patio abierto al sol, 5. altar, 6. edificio anexo, 7. calzada, 8. templo del valle.

### Importancia histórica
Userkaf marcó un hito al erigir el primer templo dedicado exclusivamente al dios Ra en la necrópolis menfita, al norte de Abusir. Este templo solar se levantó en un promontorio desértico, cerca de la actual Abu Gurab, y probablemente se comenzó a construir entre el quinto y sexto año de su reinado. El único antecedente conocido sería el templo asociado a la Gran Esfinge de Guiza, que posiblemente también estuvo consagrada a Ra. Su iniciativa sentó un precedente: durante los siguientes ochenta años, todos los faraones de la Quinta Dinastía —excepto quizás Shepseskara, cuyo reinado fue demasiado breve— siguieron su ejemplo construyendo sus propios templos solares. Esta tradición continuó hasta el reinado de Menkauhor. La elección de Abusir como ubicación para su templo solar sigue siendo un misterio, pues el lugar carecía de relevancia previa. Sin embargo, esta decisión pudo influir en sus sucesores, quienes establecieron allí la necrópolis real durante gran parte de la Quinta Dinastía.
Para el egiptólogo Hans Goedicke, la decisión de Userkaf de construir un templo dedicado al sol poniente —separado de su propio complejo funerario— reflejaría tensiones sociopolíticas, quizá incluso conflictos, tras el ocaso de la Cuarta Dinastía. Este santuario solar permitió diferenciar entre la esfera privada del faraón (su viaje al más allá) y el culto religioso al sol crepuscular, aspectos que hasta entonces habían estado íntimamente ligados en los complejos piramidales de Guiza y en los faraones de la dinastía precedente. Así, mientras su pirámide en Saqqara quedó aislada —sin siquiera estar rodeada por un cementerio para sus contemporáneos—, el templo solar cumplió una función social: satisfacer la demanda de un culto solar que, aunque representado por el rey, ya no se centraba exclusivamente en su figura. Jaromír Málek coincide en ver estos templos como símbolo de una transformación religiosa: el culto real, predominante a principios de la Cuarta Dinastía, dio paso al culto a Ra. Como consecuencia, el faraón pasó a ser venerado primordialmente como «hijo del dios Ra».

### Nombre
Los antiguos egipcios llamaron al templo solar de Userkaf Nekhenre (Nḫn Rˁ.w), término que se ha traducido de diversas formas: «La fortaleza de Ra», «El bastión de Ra», «La residencia de Ra», «Los almacenes de Ra» o «El lugar de nacimiento de Ra». Según expertos como Coppens, Janák, Lehner, Verner, Vymazalová, Wilkinson y Zemina, Nḫn podría referirse en realidad a la ciudad de Nekhen (Hieracómpolis), antigua sede del poder de los reyes predinásticos que unificaron Egipto. Proponen que Userkaf eligió este nombre para enfatizar el carácter victorioso y unificador del culto a Ra, o al menos para evocar un simbolismo relacionado con la realeza. Cabe destacar que Nekhen también era el nombre de una institución encargada de proveer recursos tanto al rey en vida como a su culto funerario tras su muerte. Por ello, el significado real de Nekhenre podría aproximarse más a «El Nekhen de Ra» o «La Hieracómpolis de Ra», fusionando así la dimensión religiosa del culto solar con el legado político de la realeza unificada.

### Función

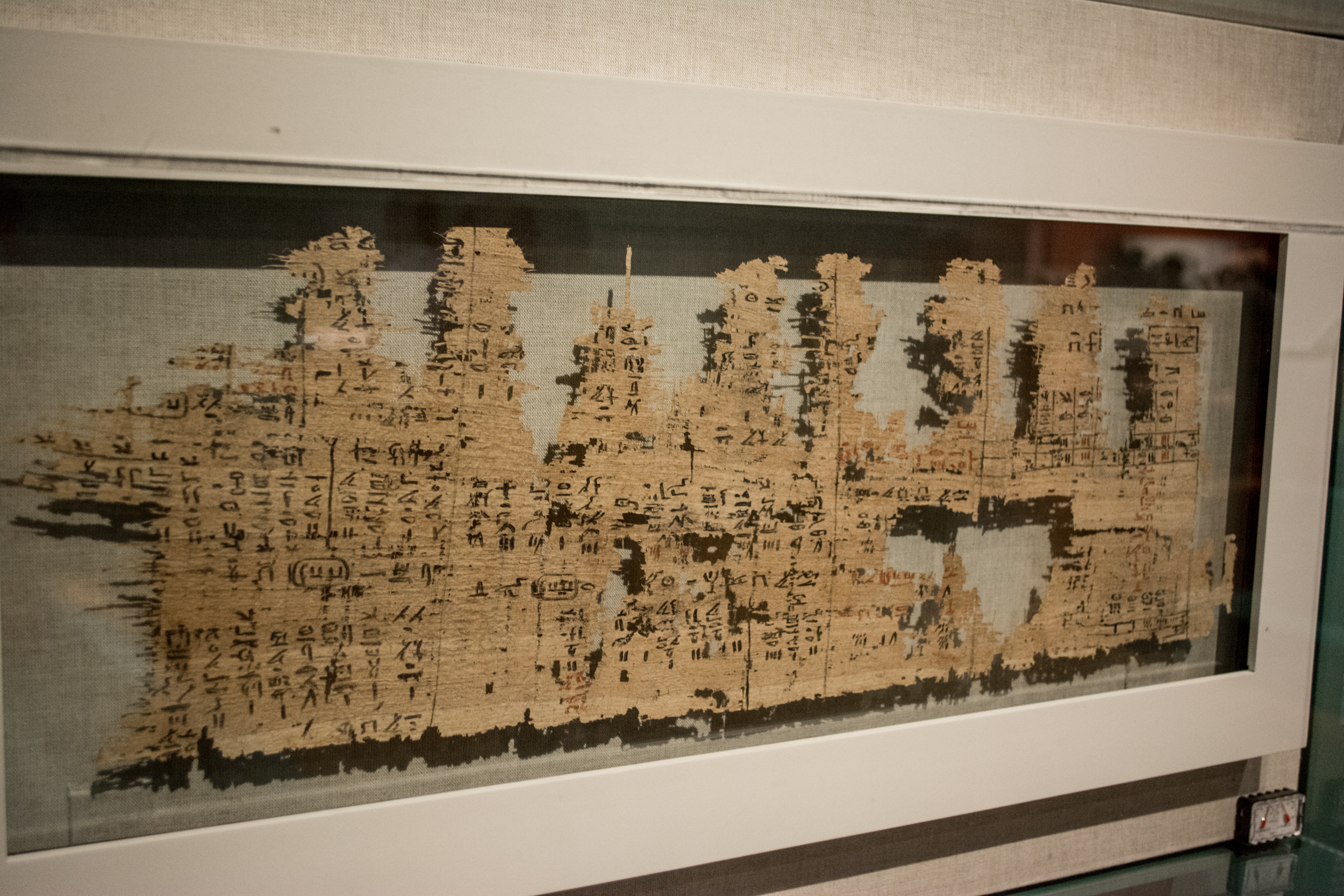
Los papiros de Abusir indican que los cultos que tenían lugar en el templo del sol y el complejo mortuorio del rey estaban estrechamente relacionados.

El templo solar de Userkaf fue inicialmente catalogado como «Pirámide XVII» en la lista pionera de monumentos que Karl Richard Lepsius compiló a mediados del siglo XIX. No fue hasta principios del siglo XX cuando Ludwig Borchardt identificó su verdadera naturaleza como templo solar. Las excavaciones sistemáticas se llevaron a cabo entre 1954 y 1957 por un equipo que incluía a Hanns Stock, Werner Kaiser, Peter Kaplony, Wolfgang Helck y Herbert Ricke. Según los anales reales, la construcción del templo comenzó en el quinto año de reinado de Userkaf. Para garantizar su mantenimiento, el faraón asignó 24 dominios reales específicamente dedicados al sostenimiento del culto en este santuario solar.
El templo solar de Userkaf, con unas dimensiones de 44 × 83 metros, presentaba una orientación hacia el oeste. Su función principal era albergar el culto mortuorio de Ra, vinculándolo directamente con el culto funerario real. A nivel estructural, este santuario compartía características fundamentales con los complejos mortuorios faraónicos: contaba con un templo del valle cercano al Nilo y una calzada procesional que conducía al templo alto, situado en la meseta desértica. Sin embargo, su arquitectura mostraba peculiaridades distintivas. A diferencia de los complejos tradicionales, el templo del valle no seguía una orientación cardinal precisa, sino que apuntaba aproximadamente hacia Heliópolis. Además, la calzada no se alineaba con el eje principal del templo alto. Los Papiros de Abusir, documentos administrativos de la Quinta Dinastía, revelan que las actividades cultuales en los templos solares y mortuorios estaban interconectadas. Por ejemplo, las ofrendas para ambos cultos se distribuían desde el templo solar. En esencia, estos santuarios solares cumplían para Ra la misma función que las pirámides para el faraón: eran templos funerarios donde se renovaba y rejuvenecía la divinidad solar, garantizando así el orden cósmico. Los ritos realizados enfatizaban el papel de Ra como creador y como padre divino del rey. Durante su reinado, el faraón designaba a sus funcionarios más cercanos para administrar el templo, permitiéndoles beneficiarse de sus recursos y asegurando su lealtad. Tras la muerte del monarca, los ingresos del templo solar pasaban a sustentar su culto funerario, integrando así ambos sistemas de culto en un ciclo perpetuo.
La construcción del Nekhenre no se detuvo con la muerte de Userkaf, sino que continuó desarrollándose a lo largo de al menos cuatro fases arquitectónicas. La primera de estas ampliaciones probablemente ocurrió durante el reinado de Sahura, siendo luego continuada por sus sucesores Neferirkara Kakai y Nyuserra Ini. En su configuración original bajo Userkaf, el templo presentaba una estructura distinta a la que alcanzaría posteriormente. Aún no albergaba el característico obelisco de granito sobre pedestal que lo definiría en etapas posteriores. El santuario inicial consistía en un recinto rectangular amurallado cuyo elemento central era un alto mástil erigido sobre un montículo, posiblemente simbolizando el posadero del halcón solar. Al este de este montículo se ubicaba un altar de adobe flanqueado por capillas con estatuas. Los registros reales indican que, a partir del sexto año de reinado, Userkaf estableció un ritual diario en el templo que incluía el sacrificio de dos bueyes y dos gansos. Estos animales probablemente eran preparados en el propio templo alto o sus inmediaciones, pues la anchura de la calzada permitía el traslado de bueyes vivos hacia las áreas sagradas. Además de estos ritos, el faraón dotó al Nekhenre con una extensión sin precedentes de tierras agrícolas - 34 655 acres (14 024 hectáreas) - que Klaus Baer describiría como «una donación extraordinaria y sin igual para el Imperio Antiguo». Esta extraordinaria inversión en el culto solar ha llevado a interpretaciones divergentes. Mientras algunos podrían verla como muestra de la devoción personal de Userkaf hacia Ra, la egiptóloga Kozloff propone una lectura alternativa: estas decisiones reflejarían más bien la juventud del faraón y el creciente poder político del sacerdocio solar, más que una motivación puramente religiosa.

## Complejo piramidal

### Pirámide de Userkaf

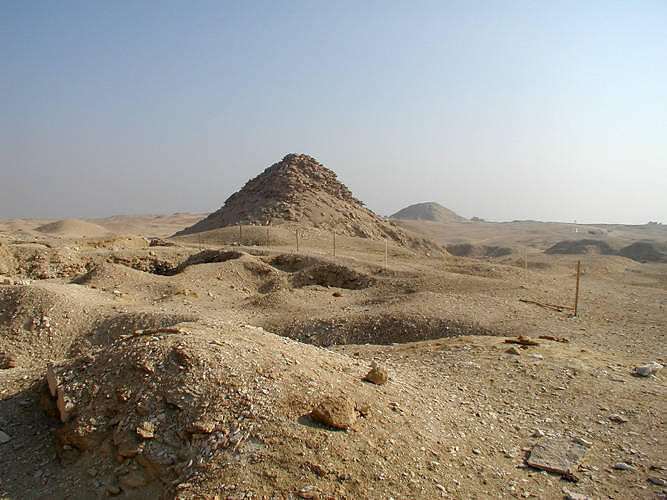
Las ruinas de la pirámide de Userkaf en Saqqara, 2006

#### Ubicación
A diferencia de los faraones de la Cuarta Dinastía, Userkaf optó por construir una pirámide de dimensiones modestas al noreste del complejo de Zoser en Saqqara Norte. Esta decisión, probablemente de carácter político, parece responder a varios factores: el retorno de la capital a Menfis (cuya necrópolis occidental era precisamente Saqqara) y el deseo de recuperar ciertos principios de gobierno asociados al reinado de Zoser. El complejo mortuorio de Userkaf presenta una particularidad significativa: al igual que el de Zoser y a diferencia de las pirámides de Guiza, no estaba rodeado por una necrópolis para sus cortesanos. Según la interpretación de Goedicke, esta configuración refleja un cambio fundamental en la concepción religiosa de estas estructuras. Mientras que en la Cuarta Dinastía las pirámides cumplían una función religiosa más amplia, con Userkaf ese rol pasaría al templo solar, quedando el complejo piramidal reservado exclusivamente para las necesidades funerarias del faraón. Esta elección de Saqqara simbolizaría así un retorno a una noción de realeza más cercana al modelo «armonioso y altruista» que Zoser había encarnado, en contraste con el enfoque de Keops, cuyo reinado había asimilado casi completamente la figura del faraón a la del dios solar. 

#### Arquitectura
El complejo piramidal de Userkaf recibió el nombre de Wab-Isut Userkaf, que puede traducirse como «Puros son los lugares de Userkaf» o «La pirámide de Userkaf, santuario de santuarios». Con una altura original de 49 metros y una base de 73.3 metros por lado, fue la segunda pirámide real más pequeña de la Quinta Dinastía en volumen, solo superada por la del último gobernante, Unis. Esta reducción de escala, notable comparada con los colosales monumentos de la Cuarta Dinastía, refleja el cambio religioso de la época: el creciente culto a Ra desvió recursos espirituales y económicos que antes se concentraban en las tumbas reales. La pirámide se construyó siguiendo las técnicas de la Cuarta Dinastía, con un núcleo de piedra labrada —no de escombros como en las pirámides posteriores de las Dinastías V y VI—. Sin embargo, la disposición del núcleo fue tan deficiente que, al ser saqueado su revestimiento de caliza fina, la estructura colapsó reduciéndose a un montículo de escombros. La cámara funeraria presentaba paredes de grandes bloques de caliza y un techo formado por vigas a dos aguas del mismo material.

### Templo mortuorio

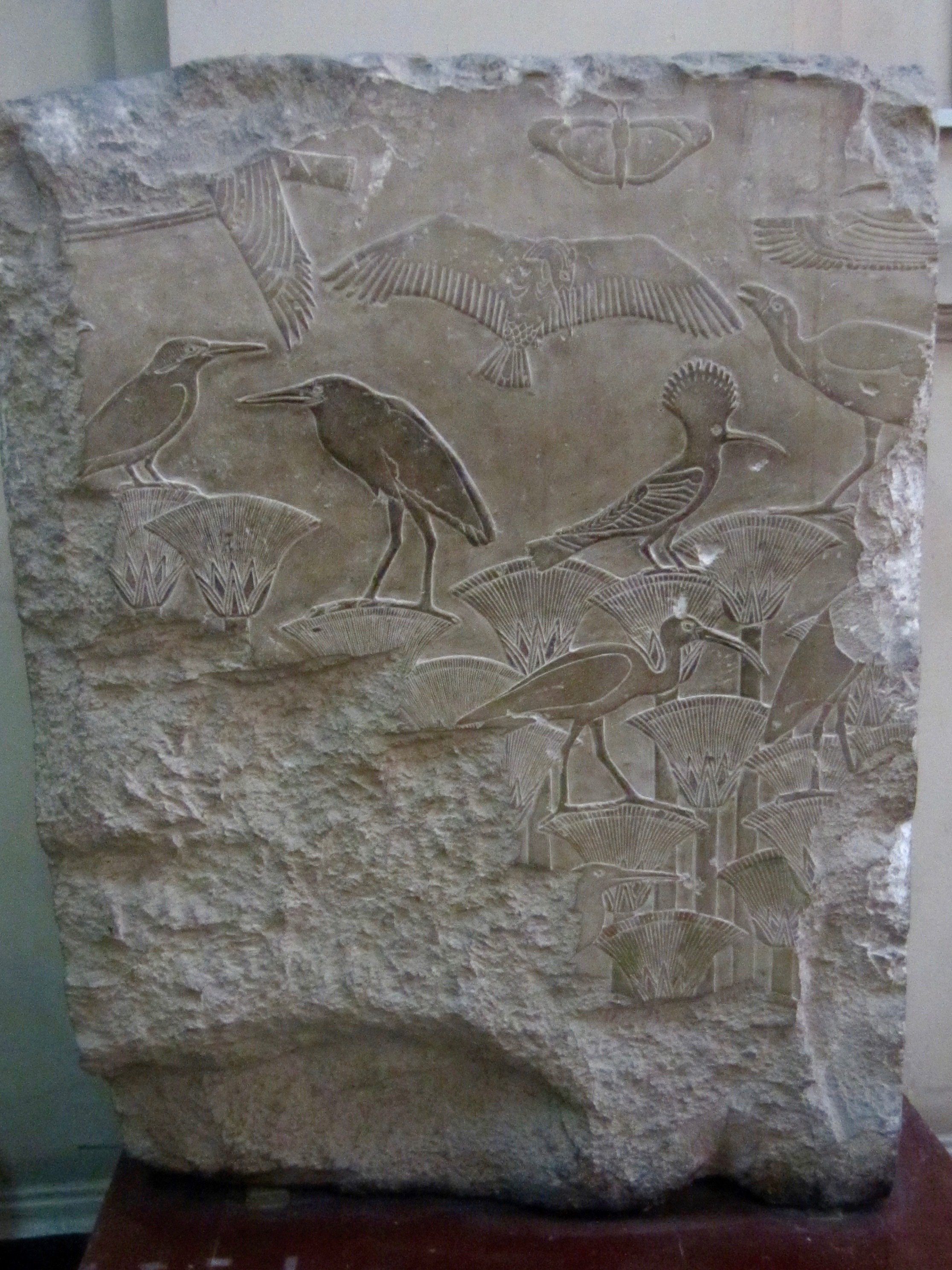
Relieve del templo mortuorio de Userkaf, pintado originalmente

El complejo piramidal de Userkaf presenta una peculiaridad única: su templo mortuorio se encuentra en el lado sur de la pirámide, en lugar de la posición oriental habitual. Esta disposición inusual se debió casi con seguridad a la presencia de un gran foso que rodeaba la pirámide de Zoser y se extendía hacia el este, como propone Verner, o a la topografía general de Saqqara y la existencia de tumbas más antiguas en los alrededores, según explican Edwards y Lauer. En cualquier caso, esto significa que Userkaf eligió ser enterrado cerca de Zoser, aunque ello implicara no poder utilizar el diseño convencional para su templo. Rainer Stadelmann cree que la elección de la ubicación y el diseño respondían a motivos prácticos, relacionados con la presencia del centro administrativo de la necrópolis en la esquina noreste del complejo de Zoser. Verner, en cambio, identifica un deseo de Userkaf de beneficiarse del significado religioso del complejo de Zoser. Alternativamente, la decisión de ubicar el templo en el lado sur de la pirámide pudo estar motivada por razones puramente religiosas. Los egiptólogos Herbert Ricke y Richard H. Wilkinson proponen que esta posición podría haber garantizado la exposición permanente del templo al sol, mientras que Altenmüller sugiere que estaba alineado con un obelisco que podría haber estado ubicado cerca.
Los muros del templo funerario de Userkaf destacaron por sus exquisitos relieves en alto relieve de calidad excepcional. Los escasos vestigios de pigmento conservados revelan que originalmente estuvieron policromados. Este templo representó una innovación artística fundamental, siendo Userkaf el primer faraón que incorporó escenas de la naturaleza en su complejo mortuorio, incluyendo representaciones de cacerías en los marjales que luego se volverían convencionales. El detalle alcanzaba tal precisión que un solo relieve llegaba a mostrar siete especies distintas de aves junto a una mariposa. Estas escenas cinegéticas simbolizaban el triunfo del rey sobre las fuerzas del caos, ilustrando probablemente el papel de Userkaf como «Iry-Maat» («aquel que establece el orden cósmico»), uno de sus nombres regnales. El acceso al complejo funerario se realizaba desde el Nilo a través de un templo del valle -aún no excavado- que conectaba con el templo mortuorio mediante una calzada procesional.

## Complejo piramidal de Neferhetepes

### Pirámide

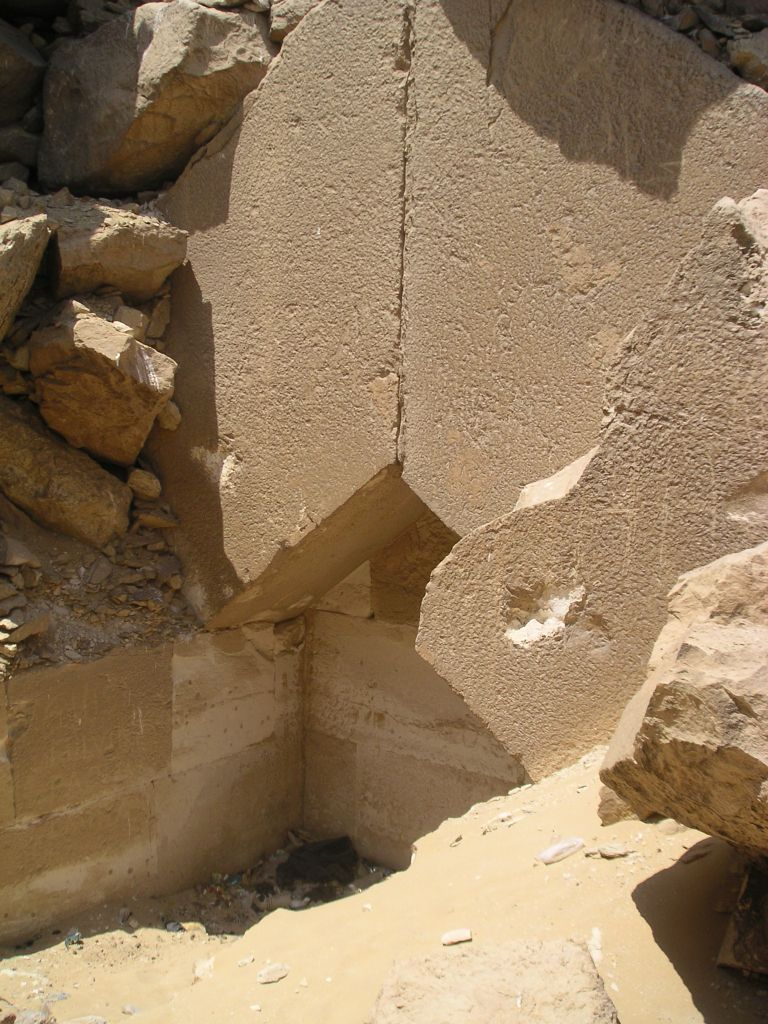
La cámara funeraria de la pirámide de la reina expuesta por ladrones de piedras

A unos 10 metros al sur del recinto funerario de Userkaf se encuentra un complejo piramidal independiente, construido muy probablemente para una de sus reinas. La pirámide, orientada en eje este-oeste, se encuentra en ruinas y hoy solo es visible un pequeño montículo de escombros. Aunque no se ha identificado ningún nombre en la estructura misma, egiptólogos como Cecil Mallaby Firth, Bernard Grdseloff, Audran Labrousse, Jean-Philippe Lauer y Tarek El-Awady sostienen que perteneció a Neferhetepes, madre de Sahura y probable consorte de Userkaf.
Originalmente, la pirámide alcanzaba unos 17 metros de altura con una inclinación de 52° (similar a la de Userkaf) y una base de 26.25 metros. Su núcleo constructivo -tanto en la pirámide principal como en la cultual- consistía en tres capas horizontales de bloques de piedra caliza local unidos con mortero de yeso, originalmente revestidas con una capa exterior de fina caliza de Tura (hoy desaparecida). El saqueo de piedra fue tan intenso que incluso las cámaras internas quedaron expuestas. Estas cámaras son una versión reducida de las de la pirámide principal de Userkaf, aunque carecen de las habitaciones de almacenamiento.

### Templo mortuorio
El complejo piramidal de la reina incluía un templo mortuorio independiente, situado en el flanco oriental de la pirámide. La entrada del templo daba acceso a un amplio patio columnado de orientación este-oeste, espacio donde se llevaban a cabo los rituales de purificación y preparación de ofrendas. Adosada a la cara de la pirámide se encontraba una capilla sacrificial, mientras que el conjunto albergaba tres nichos para estatuas y diversas cámaras destinadas al almacenamiento de ofrendas. Los muros del templo presentaban una rica decoración en relieve que mostraba escenas de procesiones de animales y cortejos de portadores de ofrendas avanzando hacia el santuario de la reina. Estos motivos iconográficos, ejecutados con notable detalle, formaban parte del programa decorativo que acompañaba el culto funerario real.

## Legado

### Culto funerario

#### Imperio Antiguo

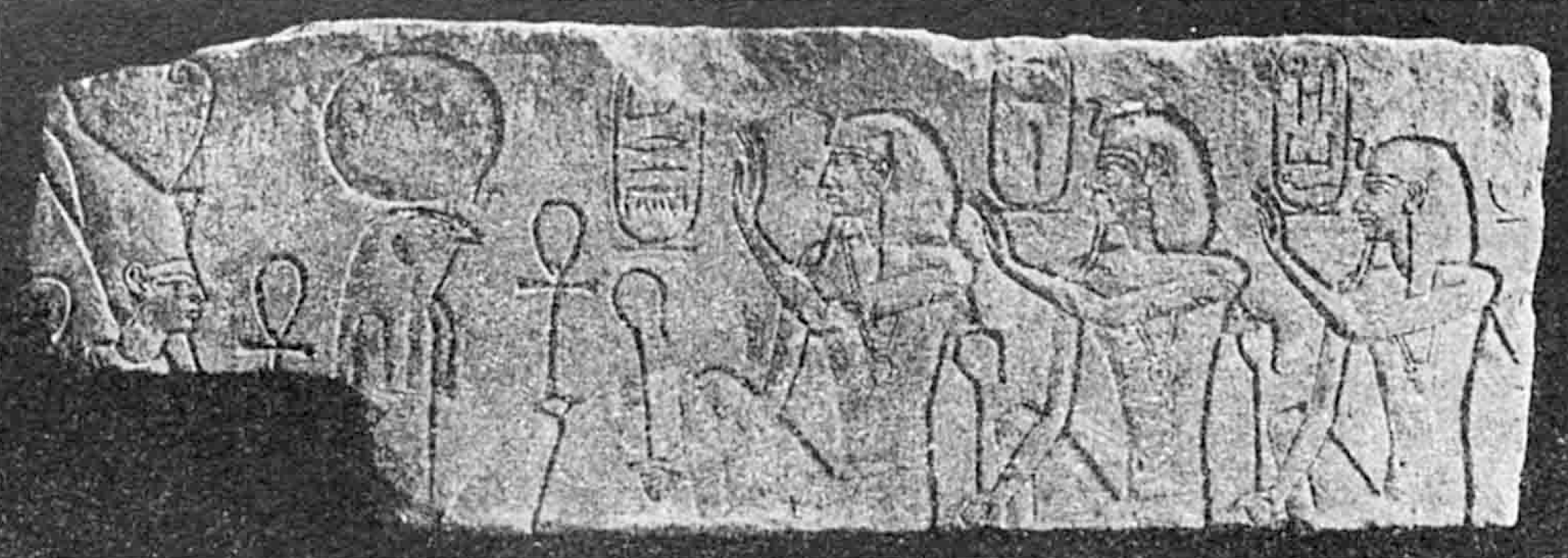
Relieve de una tumba de Saqqara que data del período ramésida que muestra, de izquierda a derecha, a Zoser, Teti y Userkaf.

Al igual que otros faraones de las dinastías IV y V, Userkaf recibió un culto funerario patrocinado por el Estado tras su muerte. Este culto se sustentaba en los productos de las propiedades agrícolas que el rey había establecido específicamente para este fin durante su vida, además de recursos como tejidos provenientes de la «casa de la plata» (el tesoro real).
Durante la primera y mitad de la Quinta Dinastía, el culto a Userkaf floreció, como lo demuestran las tumbas y sellos de los sacerdotes y funcionarios que participaron en él. Entre estos se encontraban Nykaure, que sirvió en los cultos de Userkaf y Neferefra; Nykaankh y Khnumhotep, vinculados al complejo piramidal de Userkaf; Ptahhotep, sacerdote del Nekhenre y del templo mortuorio del faraón; así como Tepemankh, Nenkheftka y Senuankh, que participaron tanto en el culto de Userkaf como en el de Sahura. También destacaron Pehenukai, visir durante los reinados de Sahura y Neferirkara Kakai, y Nykuhor, juez, inspector de escribas, consejero privado y sacerdote de los cultos funerarios de Userkaf y Neferefra.

#### Imperio Medio
La relevancia a largo plazo del culto oficial de Userkaf puede juzgarse por su abandono al final de la Quinta Dinastía. Este destino contrasta con el de al menos uno de sus sucesores, Nyuserra Ini, cuyo culto funerario oficial posiblemente perduró hasta el Imperio Medio. Para la Duodécima Dinastía, el templo mortuorio de Userkaf ya se encontraba en ruinas o había sido desmantelado, como lo evidencia un bloque con relieves del rey realizando rituales que fue reutilizado como material de construcción en la pirámide de Amenemhat I. Este fenómeno no fue exclusivo de Userkaf: el templo de Nyuserrea también fue desmantelado, a pesar de que sus últimos sacerdotes aún ejercían sus funciones alrededor de ese período. Estos hechos sugieren un declive en el interés real por mantener los cultos funerarios estatales de los gobernantes del Imperio Antiguo.

#### Periodos posteriores
A diferencia del culto oficial, las manifestaciones de devoción personal hacia Userkaf perduraron durante siglos. Un notable ejemplo se encuentra en un relieve de la tumba del sacerdote Mehu en Saqqara, datado del periodo ramésida (c. 1292-1189 a. C.), donde aparece representado el faraón. A principios de esta era, durante el reinado de Ramsés II, el príncipe Jaemuaset (activo c. 1280-1225 a. C.) ordenó trabajos de restauración en la pirámide de Userkaf y otras de la Cuarta Dinastía. Esta intervención queda atestiguada por inscripciones en los revestimientos pétreos del complejo piramidal, que muestran a Jaemuaset acompañado de portadores de ofrendas.
El interés por la figura de Userkaf resurgió siglos después, durante la Vigésimo sexta Dinastía del Periodo Tardío, cuando se copiaron relieves de su complejo funerario. Un caso particular es la reproducción de una escena que muestra a Userkaf luciendo una diadema de barquero con cintas y ureos con cuernos de corona Atef, un motivo iconográfico que había desaparecido del arte egipcio desde los tiempos del propio Userkaf.

### En la cultura contemporánea
El premio Nobel de Literatura egipcio Naguib Mahfouz inmortalizó a Userkaf en el relato breve «Afw al-malik Usirkaf: uqsusa misriya» (1945), posteriormente traducido al inglés por Raymond Stock como «King Userkaf's Forgiveness» («El perdón del rey Userkaf» en español). Esta obra forma parte de la colección Voces del otro mundo: relatos del antiguo Egipto (título original: Sawt min al-ʻalam al-akhar), donde Mahfouz recrea literariamente diversos episodios de la civilización faraónica.

## Titulatura
| Titulatura | Jeroglífico | Transliteración (transcripción) - traducción - (referencias) |

| G5 |

| G5 |

| D4 | U1 | Aa11 · X1 |

| D4 | U1 | Aa11 · X1 |

| D4 | U1 | Aa11 · X1 |

| D4 | U1 | Aa11 · X1 |

| G5 |

| G5 |

| D4 | U1 | Aa11 · X1 |

| D4 | U1 | Aa11 · X1 |

| D4 | U1 | Aa11 · X1 |

| D4 | U1 | Aa11 · X1 |

| G16 |

| G16 |

| D4 | U1 | Aa11 · X1 |

| D4 | U1 | Aa11 · X1 |

| G16 |

| G16 |

| D4 | U1 | Aa11 · X1 |

| D4 | U1 | Aa11 · X1 |

| G8 |

| G8 |

| \| \| | F35 · G7 · S12 |
|       |                |

|  |

| \| \| | F35 · G7 · S12 |
|       |                |

|  |

| G8 |

| G8 |

| \| \| | F35 · G7 · S12 |
|       |                |

|  |

| \| \| | F35 · G7 · S12 |
|       |                |

|  |

| F12 | S29 | D28 · I9 |

| F12 | S29 | D28 · I9 |

| F12 | S29 | D28 · I9 |

| F12 | S29 | D28 · I9 |

| F12 | S29 | D28 · I9 |

| F12 | S29 | D28 · I9 |

| F12 | S29 | D28 · I9 |

| F12 | S29 | D28 · I9 |

| F12 | S29 | D28 · I9 |

| F12 | S29 | D28 · I9 |

| F12 | S29 | D28 · I9 |

| F12 | S29 | D28 · I9 |

| F12 | S29 | D28 · I9 |

| F12 | S29 | D28 · I9 |

| F12 | S29 | D28 · I9 |

| F12 | S29 | D28 · I9 |

| G43 | F12 | S29 | D21 · D36 | D28 · Z1 |

| G43 | F12 | S29 | D21 · D36 | D28 · Z1 |

| G43 | F12 | S29 | D21 · D36 | D28 · Z1 |

| G43 | F12 | S29 | D21 · D36 | D28 · Z1 |

| G43 | F12 | S29 | D21 · D36 | D28 · Z1 |

| G43 | F12 | S29 | D21 · D36 | D28 · Z1 |

| G43 | F12 | S29 | D21 · D36 | D28 · Z1 |

| G43 | F12 | S29 | D21 · D36 | D28 · Z1 |

| G43 | F12 | S29 | D21 · D36 | D28 · Z1 |

| G43 | F12 | S29 | D21 · D36 | D28 · Z1 |

| G43 | F12 | S29 | D21 · D36 | D28 · Z1 |

| G43 | F12 | S29 | D21 · D36 | D28 · Z1 |

| G43 | F12 | S29 | D21 · D36 | D28 · Z1 |

| G43 | F12 | S29 | D21 · D36 | D28 · Z1 |

| G43 | F12 | S29 | D21 · D36 | D28 · Z1 |

| G43 | F12 | S29 | D21 · D36 | D28 · Z1 |